# Мечеть Мухаммеда (Баку)
Мечеть Мухаммеда (азерб. Məhəmməd məscidi), известная также как Сынык-кала (азерб. Sınıqqala məscidi — «поврежденная башня») — мечеть XI века, расположенная в исторической части города Баку, Ичери-шехере.

## История
Название «Сынык-кала» мечеть получила после событий 1723 года, когда военная эскадра российских войск, состоящая из 15 кораблей и возглавляемая генералом Матюшкиным, подошла со стороны моря к городу и потребовала его сдачи. В ответ на отвергнутый ультиматум русские корабли стали бомбить город. Один из снарядов угодил в минарет мечети и повредил его. В тот же миг поднялся сильный штормовой ветер и унёс парусные суда русских далеко в море. Население города восприняло это, как божью защиту от иноземных захватчиков. С тех пор и до середины XIX века минарет мечети не восстанавливался, как символ сопротивления.
Это первое на территории Азербайджана связанное с исламом сооружение, датируемое строительной надписью. В Энциклопедическом словаре Брокгауза и Ефрона мечеть названа «шахской мечетью».

## Архитектура

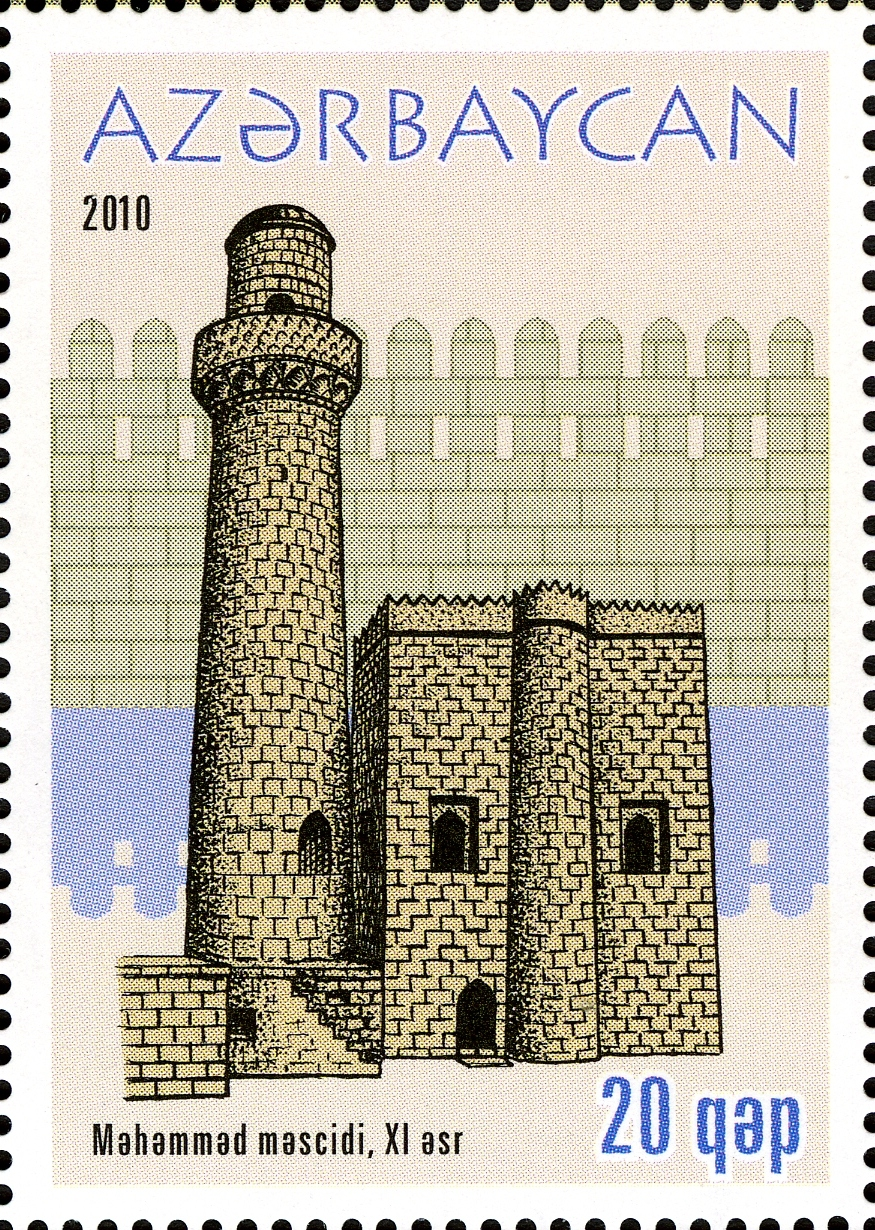
Мечеть на почтовой марке Азербайджана, 2010

Арабоязычная надпись, сохранившаяся около дверного проема на северной стене мечети гласит, что мечеть построена устадом-раисом Мухаммедом,
сыном Абу-Бекра в 471 году хиджры (1078/79). То есть строитель был не только мастером (устадом), но и раисом — главой корпорации ремесленников.

### Минарет
Минарет примыкает к мечети, построенной на месте более древней, ему современной, план которой повторяет план первоначальной. Ствол минарета — кряжистый, слегка утоньшающийся. Сложен из тщательно отесанного камня. Огражденный каменными плитами балкончик для муэззина — шерефе поддерживают грубоватые, уплощенные сталактиты карниза. Завершает ствол ребристый купол. Внутри ствола вьётся узенькая винтовая лестница. Под карнизом архаическим куфи начертана вязь коранической надписи. Отмечается, что эта надпись и плетение геометрического орнамента на плитах парапета балкончика оживляют суровость облика мечети.
Минарет возведен из местного камня-известняка грубой тески на известковом растворе, причём отдельные ряды имеют различную высоту (верхняя светлая часть кладки была реставрирована в XIX веке).

## Мечеть в литературе
Мечеть упоминается в романе Льва Вайсенберга «Младшая сестра»:
Они проходят мимо мечети.
Баджи задирает голову, скользит взглядом вверх по минарету, разглядывает балкон с барьером из каменных резных плит и ленту древнего куфического шрифта, опоясывающую минарет. Красив минарет, уходящий в голубое небо, быть может красивей, чем заводские трубы!
— Это мечеть Сынык-кала, — говорит Абдул-Фатах, следя за взглядом Баджи.
Мечеть Сынык-кала — древнейшая в Баку, ей около тысячи лет. Два века назад, во время осады города войсками Петра Первого, часть этой мечети была разрушена бомбами. Со временем мечеть отстроили, но название Сынык-кала, то есть разрушенная, сохранилось…Лев Вайсенберг, «Младшая сестра»

## Мечеть в искусстве

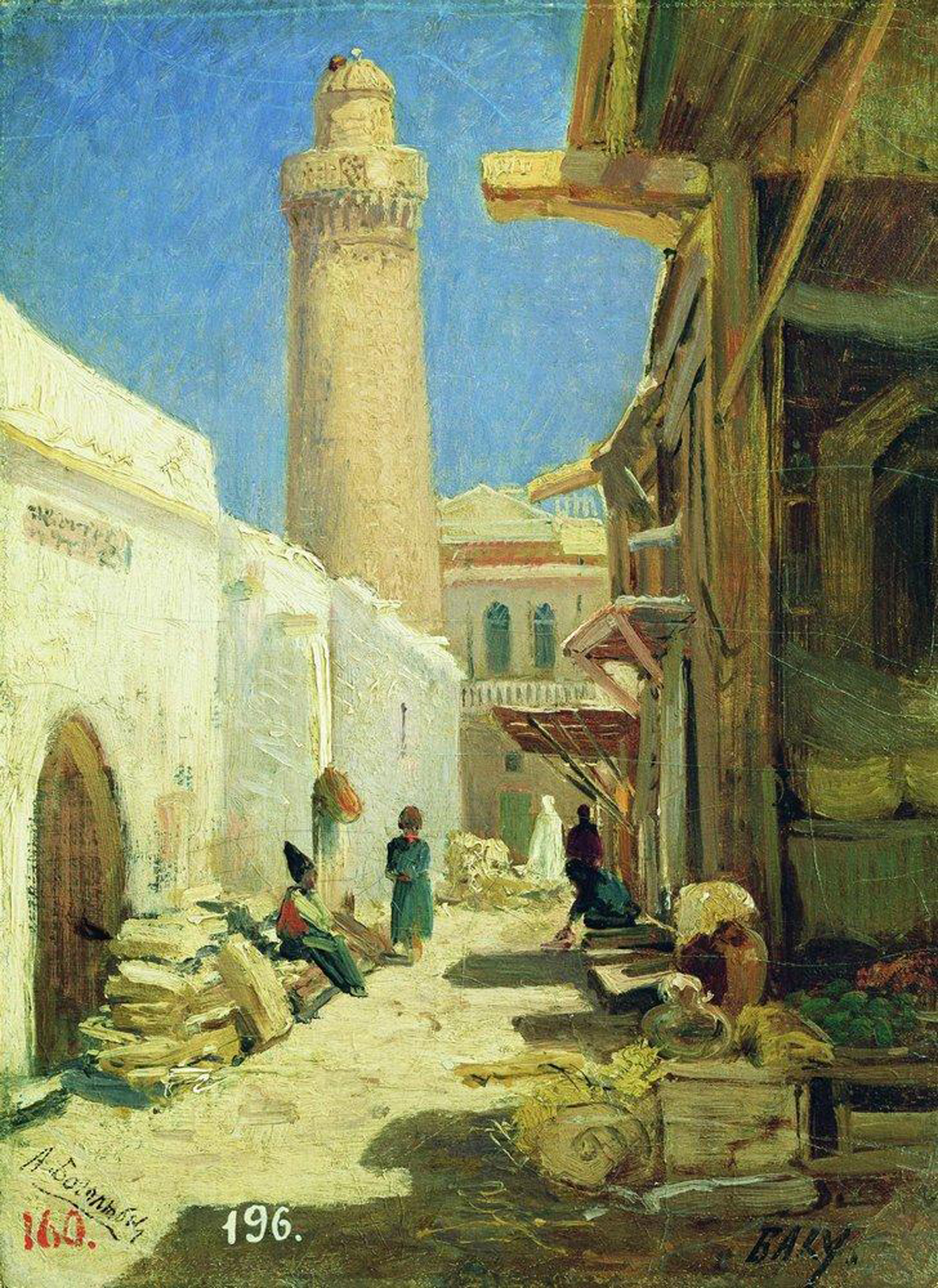
Картина Боголюбова А.П «Баку. Улица в полдень». 1861 год
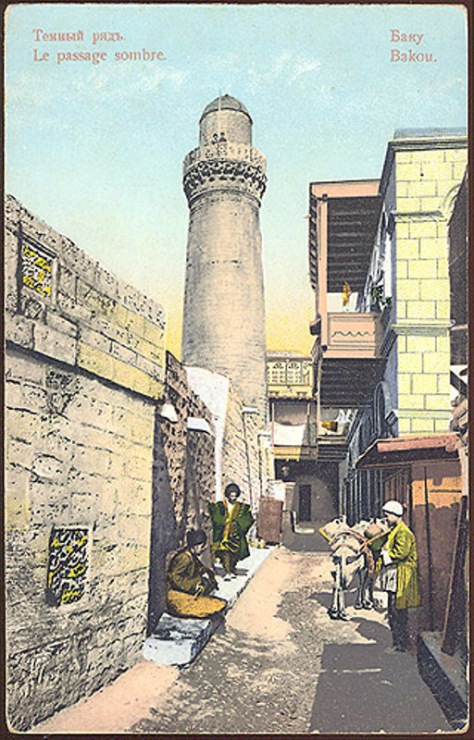
Мечеть на открытке начала XIX века
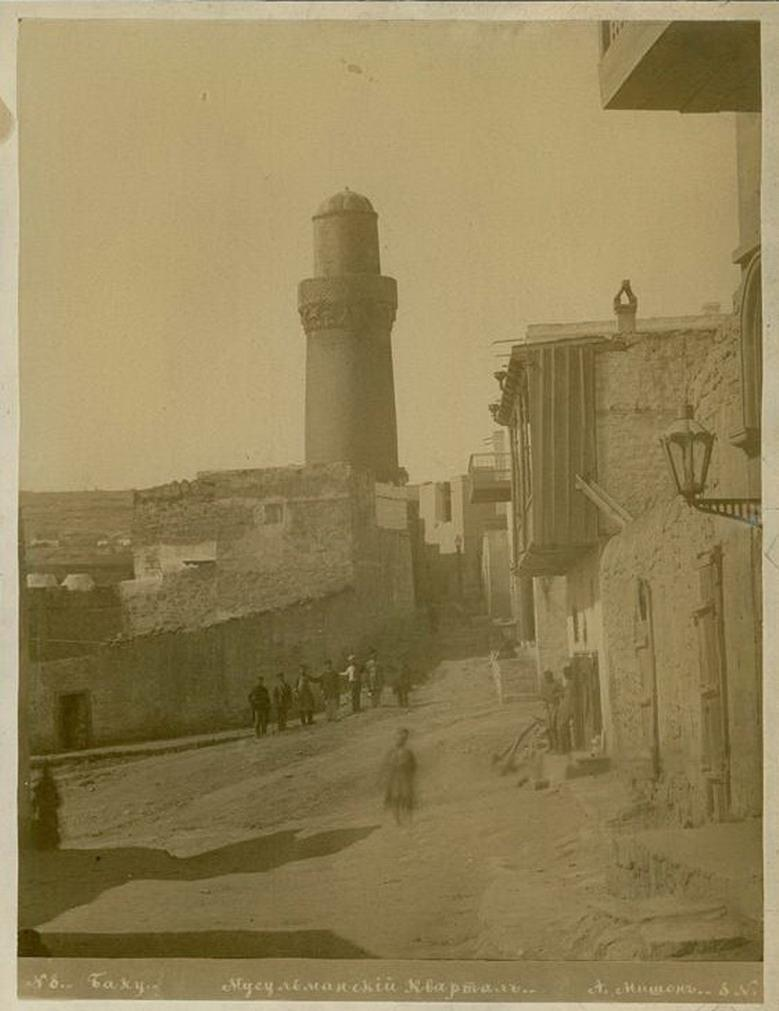
Баку. Мусульманский квартал. Фотография Александра Мишона